# 中海七珍
中海七珍（なかうみしっちん）は、中海で獲れる代表的な魚介類である。

## 概要
- 中海七珍は、36種類の候補から、味や供給の安定度などを基準に選ばれた。
- 「宍道湖・中海七珍対決」というイベントが、境港市にある夢みなとタワーで開催された。
- 中海七珍を積極的に提供する「中海七珍の店」というものがある。

## 七珍
- ゴズ
- エノハ
- マーカレ
- クロメバル
- オダエビ
- アオデ（タイワンガザミ）
- アカバイ